# Àlvar Presta
Àlvar Presta i Torns (ur. 18 lutego 1868 w Barcelonie, zm. 23 grudnia 1933) – hiszpański lekarz i działacz sportowy.
Był prezesem katalońskiego klubu piłkarskiego FC Barcelona od 30 czerwca 1914 do 29 września 1914. Jego poprzednikiem na tym stanowisku był Francesc de Moxó, a następcą Rafael Llopart.
Znany lekarz, specjalizujący się w otolaryngologii, dr Presta odegrał wiodącą rolę w społeczeństwie Barcelony swoich czasów. Był prezesem Katalońskiej Akademii Nauk Medycznych w latach 1918–1920. Był także prezesem Towarzystwa Przyjaciół Nauczania w Barcelonie (1908), Akademii Higieny (1913–1916) oraz Związku Lekarzy Medycyny Katalonii. Pracował także jako dyrektor kliniki przeciwgruźliczej w Barcelonie i korespondent akademicki w Królewskiej Akademii Medycyny.